# Leia cayapoi
Leia cayapoi är en tvåvingeart som beskrevs av Lane 1950. Leia cayapoi ingår i släktet Leia och familjen svampmyggor. Inga underarter finns listade i Catalogue of Life.